# Fernando Machado
Luis Fernando Machado Pinto (Montevideo, Uruguay, 26 de septiembre de 1979) es un exfutbolista uruguayo. Actualmente es el segundo entrenador del Club Atlético Talleres en la Primera División del fútbol argentino.

## Trayectoria

### Como futbolista
Machado jugó en 11 clubes de 5 países diferentes a lo largo de su carrera futbolística. Entre sus ex equipos se encuentran Montevideo Wanderers, Nacional, Cerrito y Fénix en su país natal, Asteras Tripolis y Levadiakos F.C. de Grecia, Pumas UNAM, Celaya y San Luis F.C. en México; y Gimnasia de Jujuy en la Primera División argentina, así como también el Blooming boliviano.

### Como entrenador
En julio de 2016 Machado anunció su retiro. Comenzó su carrera como entrenador en el Club Nacional de Football, como segundo entrenador del equipo de reserva, haciendo equipo con Alexander Medina, su anterior compañero como futbolista y por ese entonces director técnico de ese plantel. En diciembre de 2017 se confirmó que el dúo se haría cargo del primer equipo del club, cargos que mantuvieron hasta fin de año.
En junio de 2019, Medina asumió como técnico de Talleres, nuevamente con Machado como ayudante. Machado luego lo acompañaría desempeñando el mismo rol en su paso por Internacional de Porto Alegre, Vélez Sársfield y en su regreso al club cordobés en 2024.
Dirigió sus primeros partidos en el banco de Talleres luego de la suspensión de Medina en septiembre de 2024.